# Colonia Jardín (métro de Madrid)
Colonia Jardín est une station de la ligne 10 du métro de Madrid et une station terminus de la ligne 2 et la ligne 3 du métro léger de Madrid. Elle est située sous la rue des Arènes de Saint-Pierre, dans le district de Latina, à Madrid.

## Situation sur le réseau
Établie en souterrain, la station de correspondance Colonia Jardín est située sur la ligne 10 du métro de Madrid, entre Casa de Campo et Aviación Española ; sur la ligne 2 du métro léger de Madrid, dont elle constitue le terminus sud, après Prado de la Vega ; et sur la ligne 3, dont elle constitue le terminus est, après Ciudad de la Imagen.

## Histoire
La station ouvre au public le 22 octobre 2002, à l'occasion du prolongement de la ligne 10, dont elle reste le terminus jusqu'à une nouvelle extension, en avril 2003. Cinq ans plus tard, le 27 juillet 2007, elle accueille le terminus des deux lignes ouest du réseau de métro léger.